# Championnat de Bulgarie de football 2017-2018
Navigation
Saison précédente Saison suivante
La saison 2017-2018 du Championnat de Bulgarie de football est la 94e édition du championnat de première division en Bulgarie. Les quatorze meilleurs clubs du pays se retrouvent au sein d'une poule unique suivie d'une phase de barrages, où ils s'affrontent quatre fois, deux à domicile et deux à l'extérieur.

## Participants
Légende des couleurs
- 2e tour de qualification pour champions de la Ligue des champions 2017-2018
- 1er tour de qualification de la Ligue Europa 2017-2018
- Promu de deuxième division

| Club                | Se maintient depuis | Classement 2016-2017 | Entraîneur             | Stade                               | Capacité théorique |
| ------------------- | ------------------- | -------------------- | ---------------------- | ----------------------------------- | ------------------ |
| Ludogorets Razgrad  | 2012                | 1                    | Dimitar Dimitrov       | Ludogorets Arena                    | 8 808              |
| CSKA Sofia          | 2016                | 2                    | Hristo Yanev (intérim) | Stade de l'armée bulgare            | 18 495             |
| Levski Sofia        | 1923                | 3                    | Delio Rossi            | Stade Georgi Asparoukhov            | 25 000             |
| Dunav Ruse          | 2016                | 4                    | Veselin Velikov        | Stade Gradski                       | 12 400             |
| Lokomotiv Plovdiv   | 2002                | 5                    | Bruno Akrapović        | Stade Lokomotiv                     | 13 000             |
| Tcherno More Varna  | 2001                | 6                    | Ilian Iliev            | Stade Ticha                         | 8 250              |
| Botev Plovdiv       | 2013                | 7                    | Nikolay Kirov          | Complexe footballistique Botev 1912 | 4 000              |
| Beroe Stara Zagora  | 2009                | 8                    | Aleksandar Tomash      | Stade Beroe                         | 12 128             |
| Pirin Blagoevgrad   | 2015                | 9                    | Milen Radukanov        | Stade Hristo Botev                  | 7 000              |
| Vereya Stara Zagora | 2016                | 10                   | Kostadin Angelov       | Trace Arena                         | 3 500              |
| Slavia Sofia        | 1952                | 11                   | Zlatomir Zagorčić      | Stade Slavia                        | 25 556             |
| Etar Veliko Tarnovo | 2017                | 1 (D2)               | Krasimir Balakov       | Stade Ivaylo                        | 25 000             |
| Septemvri Sofia     | 2017                | 2 (D2)               | Nikolay Mitov          | Stade national Vassil-Levski        | 43 230             |
| Vitosha Bistritsa   | 2017                | 3 (D2)               | Kostadin Angelov       | Stade Bistritsa                     | 2 000              |

## Compétition

### Phase préliminaire
Le barème utilisé pour établir le classement est le suivant : une victoire vaut trois points, le match nul un, la défaite ne rapporte aucun point. 
Pour départager les équipes, les critères suivants sont utilisés:
1. Différence particulière
2. Différence de buts particulière
3. Buts marqués lors des confrontations directes
4. Buts marqués à l'extérieur lors des confrontations directes
5. Différence de buts générale
6. Nombre de buts marqués